# وضعیت سیاسی
در جامعه‌شناسی و حقوق بین‌الملل، معمولاً سه دسته از وضعیت سیاسی به رسمیت شناخته می‌شود:
1. کشورهای مستقل مانند فرانسه، کانادا و ….
2. مناطق خودمختار که در مسائل دفاعی و امور خارجی، تحت حمایت کشور دیگری هستند، مانند: آنتیل هلند، جزایر فارو، جزایر ویرجین بریتانیا و ….
3. مستعمرات و دیگر واحدهای سیاسی وابسته مانند پورتوریکو.

علاوه بر این، چندین کشور به رسمیت شناخته‌نشده و جنبش‌های استقلال‌طلب، جدایی‌خواه، خودمختار و ملی‌گرایانه در سراسر جهان وجود دارند. فهرست کشورهای با رسمیت محدود را ببینید.

## وضعیت سیاسی در ایرلند شمالی
وضعیت سیاسی یک نام جایگزین برای وضعیت طبقه‌بندی ویژه بود.

## وضعیت‌های سیاسی در سراسر جهان
- وضعیت قانون اساسی کورنوال
- وضعیت قانون اساسی اورکنی، شتلند و جزایر غربی
- وضعیت مورد مناقشه جبل‌الطارق
- وضعیت مورد مناقشه تنگه بین جبل‌الطارق و اسپانیا
- مناطق مورد مناقشه شمال عراق
- اختلاف حق حاکمیت جزایر فالکلند
- به رسمیت شناختن بین‌المللی بنگلادش
- به رسمیت شناختن بین‌المللی اسرائیل
- وضعیت حقوقی آلاسکا
- وضعیت حقوقی آلمان
- وضعیت حقوقی هاوایی
- وضعیت حقوقی دولت فلسطین
- وضعیت حقوقی تگزاس
- وضعیت حقوقی سریر مقدس
- وضعیت سیاسی آبخاز و اوستیای جنوبی
- وضعیت سیاسی کریمه
- وضعیت سیاسی کوزوو
- وضعیت سیاسی قره‌باغ کوهستانی
- وضعیت سیاسی کشمیر
- وضعیت سیاسی پورتوریکو
- وضعیت سیاسی تایوان
- وضعیت سیاسی آزور
- وضعیت سیاسی جزایر کوک و نیووی
- وضعیت سیاسی ترانس‌نیستریا
- وضعیت سیاسی صحرای غربی
- پیشنهاد همه‌پرسی دارفوری
- جدایی‌خواهی در استرالیای غربی
- وضعیت اورشلیم
- وضعیت مناطق تصرف شده توسط اسرائیل
- وضعیت بلندی‌های جولان